# Torgeir Bergrem
Torgeir Bergrem (ur. 20 września 1991 w Trondheim) – norweski snowboardzista. Specjalizuje się w slopestyle'u i Big Air. W 2014 roku wystąpił na igrzyskach olimpijskich w Soczi, gdzie zajął 24. miejsce w slopestyle'u. Najlepsze wyniki w Pucharze Świata osiągnął w sezonie 2016/2017, kiedy to zajął 24. miejsce w klasyfikacji generalnej AFU, a w klasyfikacji big air był dziesiąty.

## Osiągnięcia

### Igrzyska olimpijskie
| Miejsce | Dzień     | Rok  | Miejscowość | Konkurencja | Zwycięzca       |
| ------- | --------- | ---- | ----------- | ----------- | --------------- |
| 24.     | 8 lutego  | 2014 | Soczi       | Slopestyle  | Sage Kotsenburg |
| 8.      | 11 lutego | 2018 | Pjongczang  | Slopestyle  | Redmond Gerard  |

### Mistrzostwa świata
| Miejsce | Dzień    | Rok  | Miejscowość | Konkurencja | Zwycięzca        |
| ------- | -------- | ---- | ----------- | ----------- | ---------------- |
| 15.     | 12 marca | 2021 | Aspen       | Slopestyle  | Marcus Kleveland |
| 26.     | 16 marca | 2021 | Aspen       | Big air     | Mark McMorris    |

### Puchar Świata

#### Miejsca w klasyfikacji generalnej
- - AFU[2]
- sezon 2011/2012: 27.
- sezon 2012/2013: 148.
- sezon 2013/2014: 32.
- sezon 2016/2017: 24.
- sezon 2017/2018:

#### Miejsca na podium w zawodach
1. Stoneham – 19 stycznia 2014 (slopestyle) - 3. miejsce
2. Pekin – 25 listopada 2017 (Big Air) - 3. miejsce